# Retrato de Madame Paul Poirson
El retrato de la señora de Paul Poirson o Retrato de Madame Paul Poirson es una pintura de 1885 de John Singer Sargent, uno de los retratistas más importantes de la alta sociedad de París en ese momento. Hoy forma parte de la colección del Instituto de Artes de Detroit.

## Presentación
Seymourina Cuthbertson era la hija natural del cuarto marqués de Hertford (1800-1870) y Madame Oger. Se casó con Paul Poirson, hermano del artista Maurice Poirson y amigo de músicos como Charles Gounod y Jules Massenet. Poirson era dueño del estudio en 41, boulevard Berthier, al que Sargent se mudó en 1883. El retrato fue pintado en el período justo antes de que estallara el escándalo por el cuadro Retrato de Madame X de Sargent, luego de la exposición de este último cuadro en el Salón de 1884.
Según la tradición familiar, el retrato, como el Retrato de mademoiselle Suzanne Poirson, su hija, pintado en 1884, fue pintado como 'alquiler', pero no se ha encontrado evidencia de ello.
Se dice que el retrato inspiró a Carolus-Duran para su Retrato de la princesa Anna Obolenskaya de 1887.

## Origen
El retrato fue propiedad de la retratada y pasó a su hija y después a su nieto. Este último lo vendió en 1973 al instituto de artes de Detroit.